# Thorsten Encke

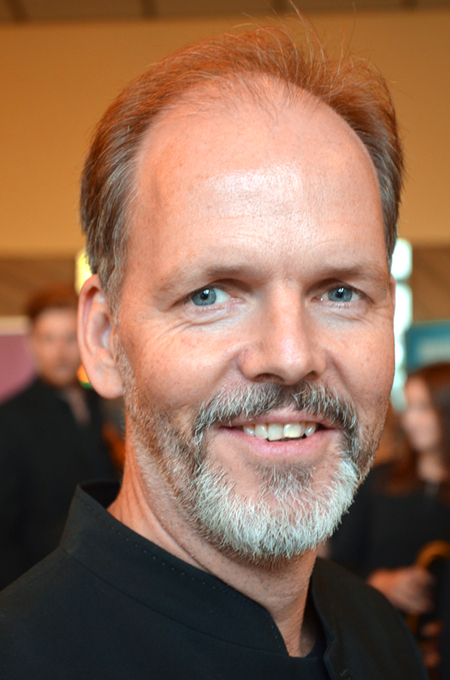
Thorsten Encke im September 2018 im Bürgerhaus Misburg

Thorsten Encke (* 24. Januar 1966 in Göttingen) ist ein deutscher Cellist, Komponist, Dirigent.

## Leben
Der 1966 in Göttingen geborene Thorsten Encke studierte in Hannover an der Hochschule für Musik, Theater die Fächer Violoncello und Dirigieren bei Friedrich-Jürgen Sellheim sowie in Los Angeles in den USA bei Lynn Harrell an der University of Southern California. Für das Konzertexamen spielte Thorsten Encke zusammen mit der NDR Radiophilharmonie das Cellokonzert von Witold Lutosławski. Nach dem Abschluss mit dem Konzertexamen 1995 und Erfolgen bei verschiedenen internationalen Wettbewerben erhielt Encke einen Lehrauftrag an der Hochschule für Musik und Theater Hannover. Im Anschluss erhielt er ein Engagement in Gera als 1. Solocellist im dortigen Philharmonischen Orchester. 1999 kündigte er diese Stelle, um als freier Musiker tätig zu werden.
Im April 2005 gewann Encke den Kompositionswettbewerb des Festival Pablo Casals in Prades.
2011 war Thorsten Encke Mitbegründer des Orchesters musica assoluta, das er seitdem als Dirigent und künstlerischer Leiter führt. Dort war die Klarinettistin Sharon Kam als Solistin zu Gast.
2012 war Encke Composer in Residence beim Festival Spannungen in Heimbach. Während dieses Festivals wurde sein Werk Préludes uraufgeführt. Unter Enckes Leitung spielten Christian Tetzlaff, Volker Jacobsen, Gustav Rivinius, Edicson Ruiz, Sharon Kam, Isahy Lantner, Stefan Rapp und Lauma Skride.
Im Auftrag des Norddeutschen Rundfunks komponierte Encke das Konzert für Klarinette und Orchester (2018), das Sharon Kam als Solistin mit der NDR Radiophilharmonie unter dem Dirigat von Joshua Weilerstein Anfang Januar 2019 im Landesfunkhaus Niedersachsen in Hannover zur Uraufführung brachte.

## Werke (Auswahl)

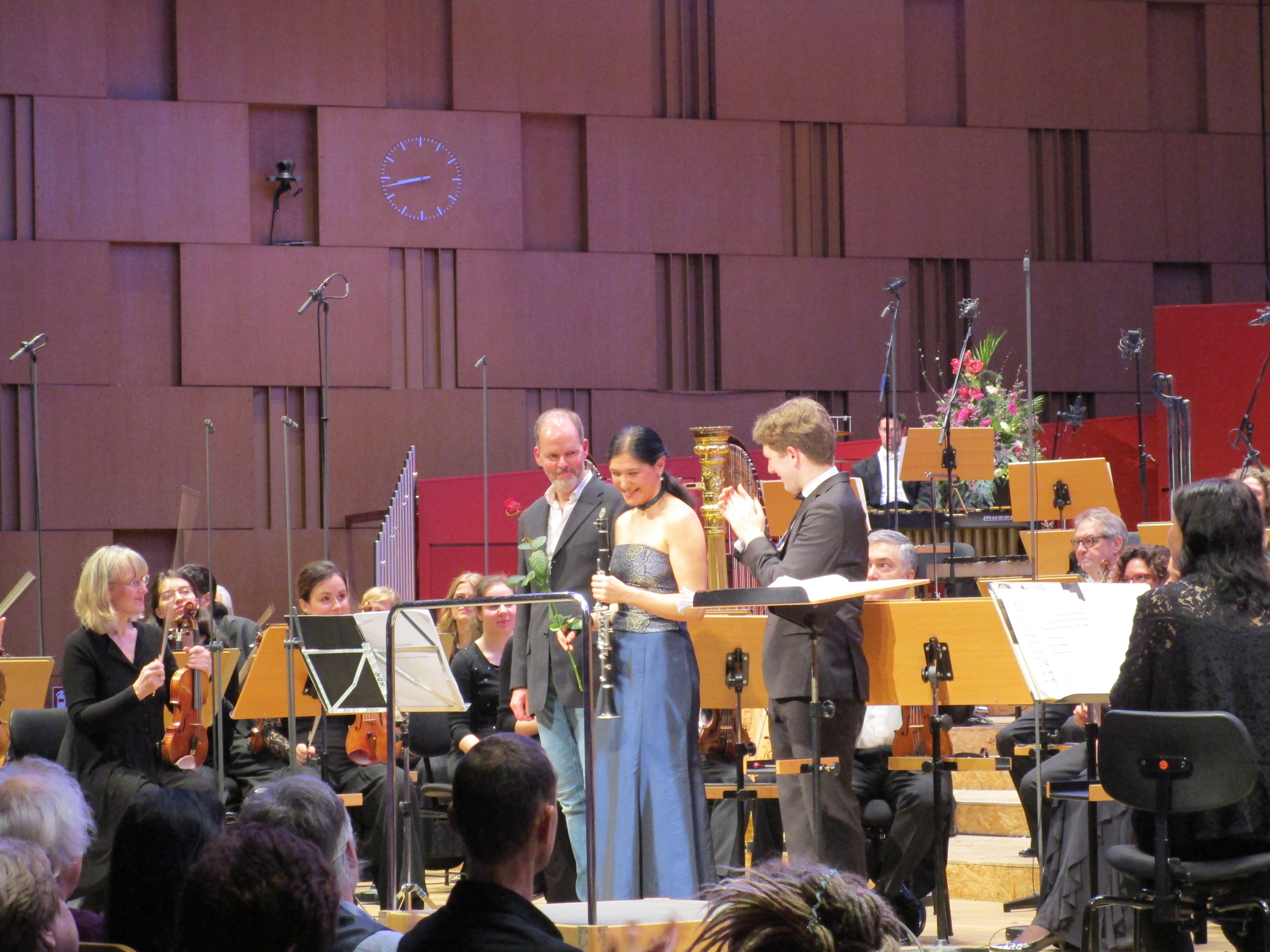
NDR Radiophilharmonie im Großen Sendesaal des NDR-Funkhauses (stehend von links): Thorsten Encke, Sharon Kam und Joshua Weilerstein;
11. Januar 2019, am Tag nach der Uraufführung des Konzerts für Klarinette und Orchester

### Kompositionen
- 2013: „Wanderer“-Fantasie, nach Motiven aus Richard Wagners Ring des Nibelungen[9]
- 2015: Foreboding für 4 Hörner, Bamberg: GHS Edition[10]
- 2017: Konzert für Violoncello und Orchester (2017)[6], Uraufführung 2017 in Kiel[11]
- 2019: Konzert für Klarinette und Orchester, uraufgeführt im Januar 2019 im NDR-Funkhaus Hannover[8]

### Einspielungen
- 2017: Aprèsludes für Klavier (2008, 2017) mit Julia Bartha beim Label Coviello[12]
- 2018: A portrait. Thorsten Encke, Köln: Avi Music[13]